# The Dogfather
The Dogfather (El perro de la mafia o El Perrodrino en Hispanoamérica) es una película de comedia estadounidense de 2010, dirigida por Richard Boddington y protagonizada por Chris Parnell.

## Sinopsis
Sonny, el leal perro de un poderoso capomafia, se traga el anillo más preciado de su dueño y huye. Con dos asesinos tras sus huellas, Sonny encuentra una familia que lo adopta. La madre y el chico de la casa lo adoran, pero el padre está ansioso de deshacerse de él. Pero toda la familia se unirá para poner a salvo a la nueva mascota y evitar que los malvados se salgan con la suya.

## Reparto
- Chris Parnell como Brian Franks
- Marie Ward como Christine Franks
- William Cuddy como Josh Franks
- Tony Nappo como Joey Viviano
- Gerry Mendicino como Don Tazio
- Dax Ravina como Vinny